# Brendan Christian
Brendan Kyle Akeem Christian (11 de dezembro de 1983) é um atleta de Antígua e Barbuda, especialista em provas de velocidade. É filho de Donald Christian que competiu no ciclismo dos Jogos Olímpicos de 1976 em Montreal. Sua melhor marca pessoal nos 100 metros rasos é 10,09 segundos, alcançado em junho de 2009, e 20,12 segundos nos 200 metros desde maio de 2008.
Como juvenil, conquistou a medalha de prata nos 200 metros rasos do Campeonato Mundial Júnior de 2002, onde também terminou em sexto nos 100 metros. Em seguida, competiu nos Jogos Olímpicos de Verão de 2004 onde atingiu as quartas-de-final nos 200 metros, e nos Jogos da Commonwealth de 2006, onde chegou às semifinais.
Em 2007 ele venceu os 200 metros e conquistou a medalha de bronze nos 100 metros dos Jogos Pan-americanos do Rio de Janeiro. Pouco depois, no Campeonato Mundial de 2007, ele chegou às semifinais em ambos os eventos.
Christian representou Antígua e Barbuda nos Jogos Olímpicos de 2008 em Pequim. Competindo nos 200 metros, ficou em segundo lugar em sua primeira participação com um tempo de 20,58 segundos. Melhorou seu tempo na segunda rodada cravando 20,26 segundo e em sua corrida semifinal marcou um tempo de 20,29 segundos, não conseguindo uma vaga na final olímpica com o quinto lugar. No Campeonato Mundial de 2009 alcançou as semifinais na mesma prova.